# 早稲谷村
早稲谷村（わせだにむら）は福島県耶麻郡にあった村。現在の喜多方市山都町早稲谷にあたる。

## 地理
- 山：大平山

## 歴史
- 1889年（明治22年）4月1日 - 町村制の施行により早稲谷村が単独で自治体を形成。
- 1954年（昭和29年）3月31日 - 山都町・相川村・一ノ木村および朝倉村の一部（賢谷・沼ノ平）と合併し、改めて山都町が発足。同日早稲谷村廃止。